# Dansrabilegiyn Dogsom
Dansrabilegiyn Dogsom fue un revolucionario y político mongol. Miembro del Partido Revolucionario Popular de Mongolia, ejerció de presidente de Mongolia entre el 22 de marzo de 1936 y el 9 de julio de 1939, cuando fue purgado. Fue ejecutado en 1941 y rehabilitado en 1967.